# ژاله (نام)
ژاله نامی زنانه در ایران و ترکیه است. این واژه در فارسی به معنای شبنم یا تگرگ است.

## نام کوچک
- الف ژاله یشیلیرماق، کشتیگیر اهل ترکیه
- ژاله آریکان، بازیگر اهل ترکیه و آلمان
- ژاله آموزگار، تاریخدان اهل ایران
- ژاله آیلانچ، بازیگر اهل ترکیه
- ژاله اصفهانی، شاعر اهل ایران
- ژاله اینان، باستانشناس اهل ترکیه
- ژاله درستکار، بازیگر اهل ایران
- ژاله سام، بازیگر اهل ایران
- ژاله صادقیان، گوینده اهل ایران
- ژاله صامتی، بازیگر اهل ایران
- ژاله علو، بازیگر و گوینده اهل ایران
- ژاله قائم‌مقامی، شاعر اهل ایران
- ژاله کاظمی، هنرمند اهل ایران
- ژاله کریمی، بازیگر اهل ایران

## نام خانوادگی
- صانع ژاله، از کشته شدگان جنبش سبز در ایران